# Serrouville
 Serrouville  es una comuna y población de Francia, en la región de Lorena, departamento de Meurthe y Mosela, en el distrito de Briey y cantón de Audun-le-Roman.
Está integrada en la Communauté de communes du Pays Audunois .

## Demografía[2]
| 566 | 552 | 557 | 597 | 695 | 719 | ABS. | ABS. | ABS. | 726 | 710 | 733 | 712 | 649 | 631 | 616 | 587 | 555 | 923 | 587 | 581 | 504 | 512 | 511 | 404 | 486 | 606 | 479 | 449 | 408 | 472 | 525 | 591 |
| Para los censos de 1962 a 1999 la población legal corresponde a la población sin duplicidades (Fuente: INSEE [Consultar]) |     |     |     |     |     |      |      |      |     |     |     |     |     |     |     |     |     |     |     |     |     |     |     |     |     |     |     |     |     |     |     |     |